# Algimia de Almonacid
Algimia de Almonacid ist eine Gemeinde (Municipio) mit 258 Einwohnern (Stand: 2024) in der Provinz Castellón in der spanischen autonomomen Region Valencia. 

## Geographie
Algimia de Almonacid liegt etwa 37 Kilometer westsüdwestlich der Provinzhauptstadt Castellón de la Plana und etwa 39 Kilometer nordnordwestlich von Valencia im Bezirk Alto Palancia in einer Höhe von ca. 485 m. 

## Sehenswürdigkeiten

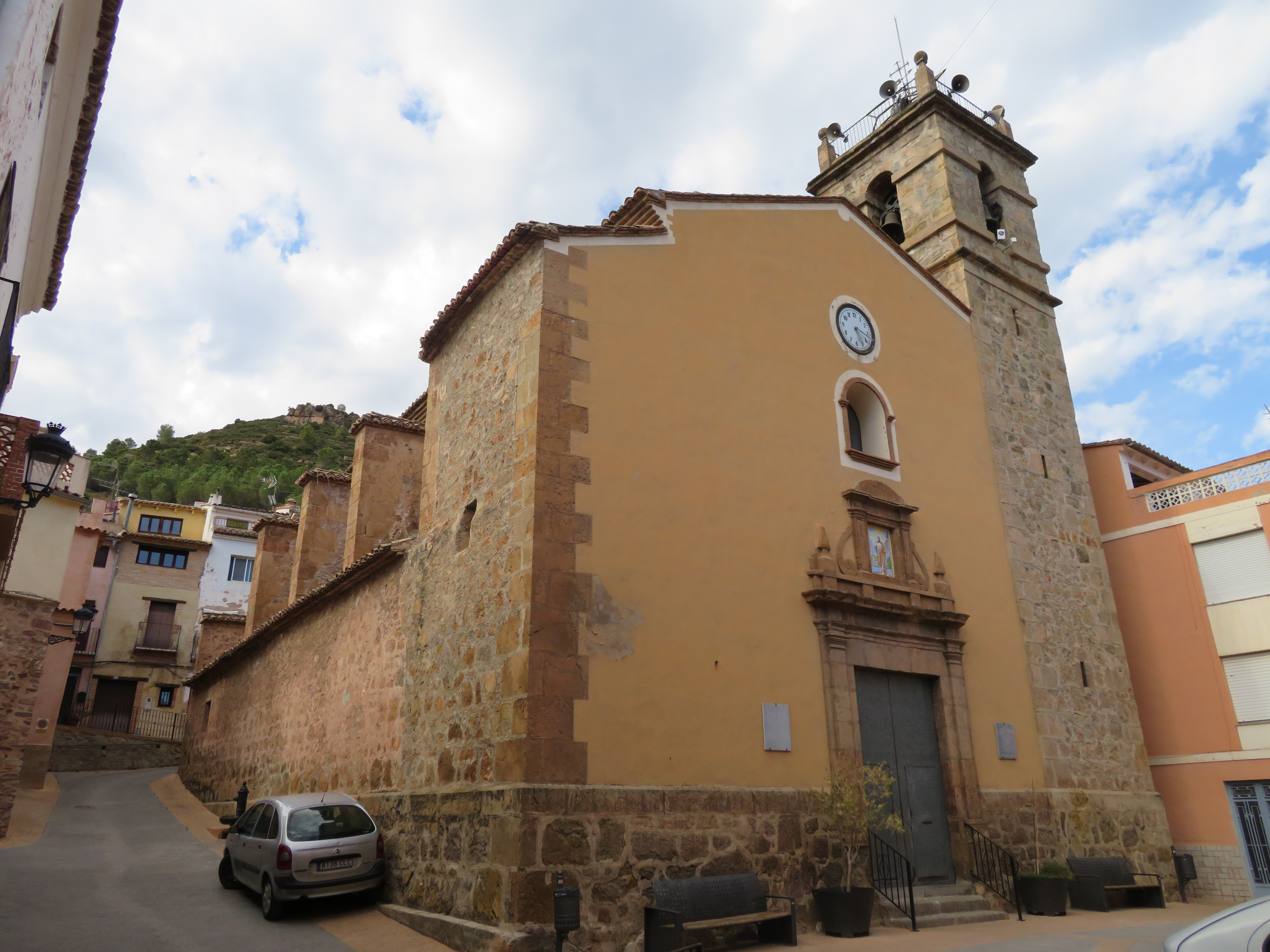
Johannes-der-Täufer-Kirche
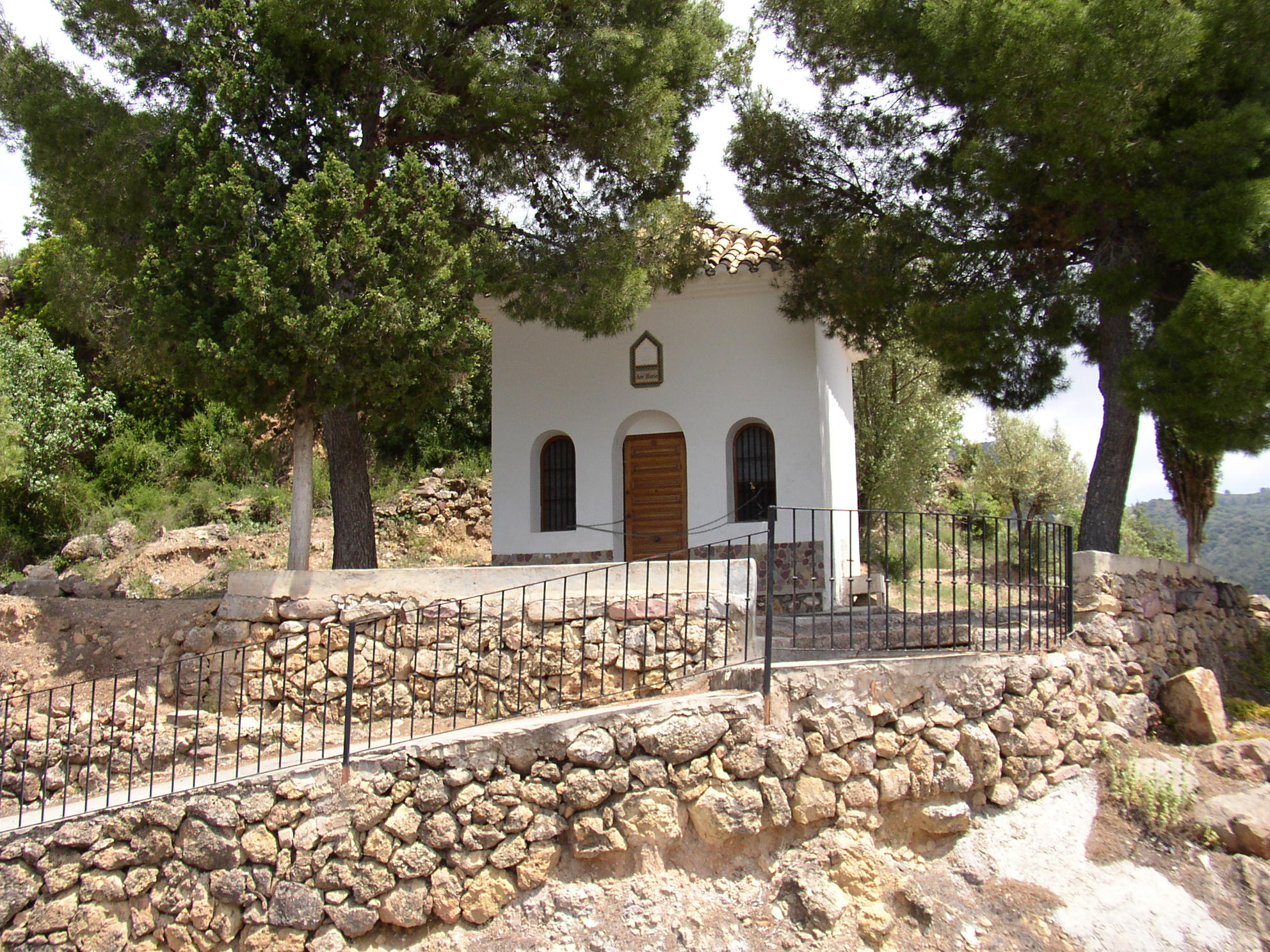
Kapelle der Heiligen Höhle
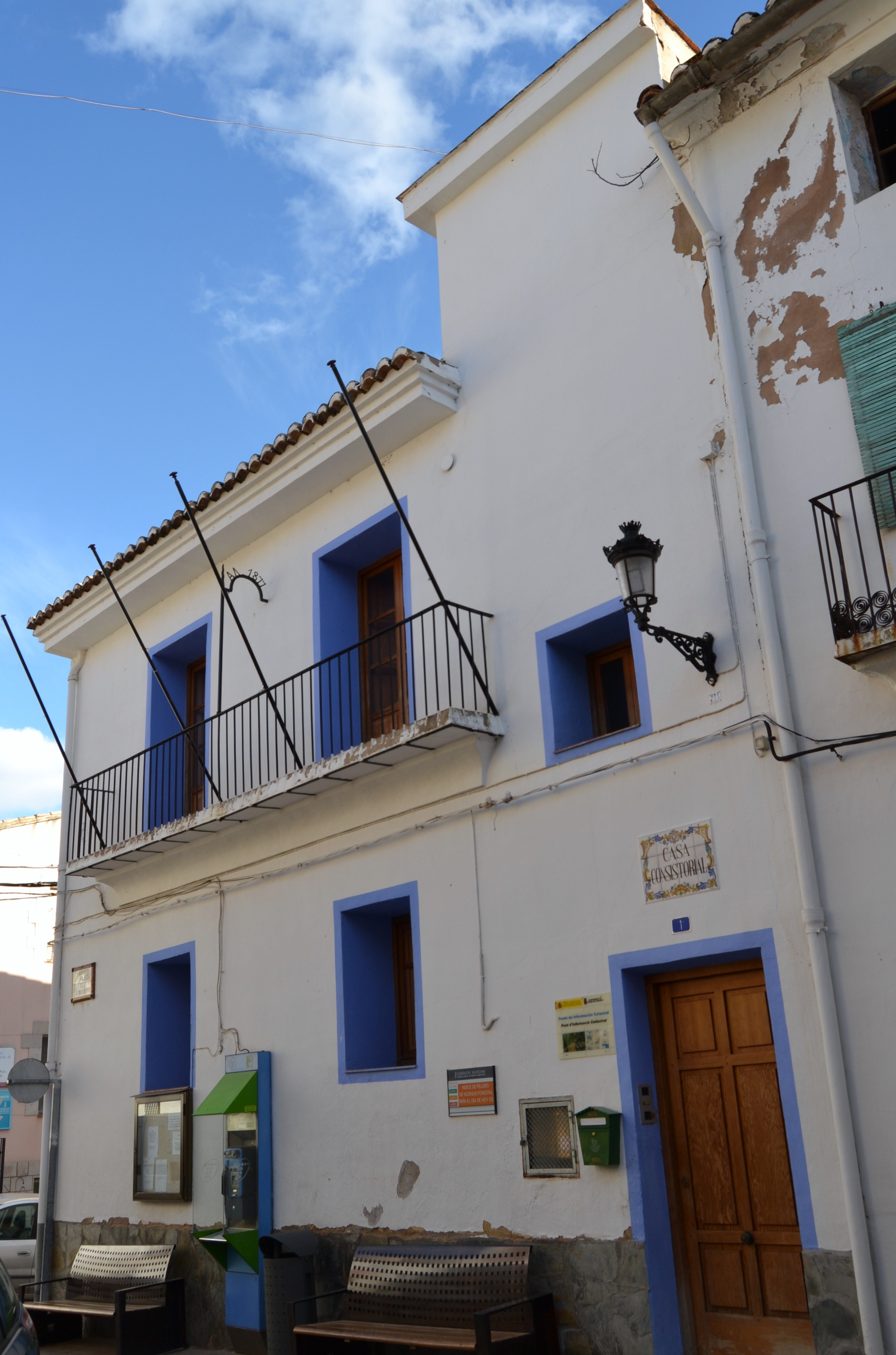
Rathaus

- Johannes-der-Täufer-Kirche
- Kapelle der Heiligen Höhle
- Rathaus